# Heartache Tonight
Heartache Tonight ist ein Lied von den Eagles aus dem Jahr 1979, das von Don Henley, Glenn Frey, J. D. Souther und Bob Seger geschrieben, sowie von Bill Szymczyk produziert wurde. Es erschien auf dem Album The Long Run.

## Geschichte
Heartache Tonight entstand auf einer Jam-Session mit Don Henley und J. D. Souther, die Glenn Freys Haus besuchten, als dieser auf Tournee war. Frey und Souther schrieben den ersten Vers, während sie im Radio einen Song von Sam Cooke gehört hatten. Bob Seger rief an, sie sprachen mit ihm über den Song und Seger lieferte ihnen die Eingebung für den Refrain. Henley verfeinerte im Anschluss den Rhythmus. In einem Interview sagte Frey: „J.D. [Souther], Don and I finished that song up. No heavy lyrics – the song is more of a romp – and that's what it was intended to be.“ (J.D., Don und ich vollendeten das Lied. Nicht viel Text – Das Lied ist eher ein Toben und so sollte es auch sein).
Die Veröffentlichung war am 18. September 1979, in den Vereinigten Staaten und Kanada wurde der Rocksong ein Nummer-eins-Hit. Für den Verkauf von einer Million Exemplare zeichnete die Recording Industry Association of America das Lied mit der Goldenen Schallplatte aus. Bei den Grammy Awards 1980 wurde der Song in der Kategorie Beste Darbietung eines Duos oder einer Gruppe mit Gesang – Rock ausgezeichnet.

## Coverversionen
- 1980: Sylvie Vartan
- 1983: Conway Twitty
- 1993: Glenn Frey
- 1994: John Anderson
- 2009: Michael Bublé